# كارل سانت كلير
كارل سانت كلير (بالإنجليزية: Carl St.Clair)‏ هو معلم موسيقى أمريكي، ولد في 5 يونيو 1952 في تكساس في الولايات المتحدة.

## وصلات خارجية
- كارل سانت كلير على موقع ميوزك برينز (الإنجليزية)
- كارل سانت كلير على موقع ديسكوغز (الإنجليزية)